# Artland Dragons
Les Artland Dragons, sont un club allemand de basket-ball issu de la ville de Quakenbrück (Artland).  Le club appartient à la ProA, soit le deuxième plus haut niveau du championnat allemand.

## Historique
L'équipe a connu une accession rapide depuis le printemps 1994, où elle se hisse au 2e niveau regionaliga (4e division). Les deux saisons suivantes se terminent également par l'accession au niveau supérieur. Le club restera en 2.Bundesliga (2e division) de 1996 à 2003, où elle obtient son billet pour la Basketball-Bundesliga. Au printemps 2005 elle accède pour la première fois aux play-offs, et en 2007 elle crée la sensation en se qualifiant pour la finale du championnat, battue par Brose Baskets, mais obtenant ainsi le droit de participer à la Coupe ULEB.

## Joueurs célèbres ou marquants
- Adam Hess
- Marquez Haynes
- Hollis Price
- David Holston
- Bastian Doreth
- Marko Bulić
- 🇩🇪 Isaiah Hartenstein